# Raus aus der Haut
Raus aus der Haut ist ein deutscher Film aus dem Jahr 1997. Regie bei dem Jugendfilm führte Andreas Dresen. Die Hauptrollen spielten Susanne Bormann, Fabian Busch, Otto Mellies, Christel Peters und Matthias Walter.

## Handlung
Der Film spielt im Ostdeutschland des Jahres 1977. Zwei Schüler der Klasse 12b, Anna und Marcus, entführen ihren linientreuen Schuldirektor.

## Musik
Ein zentrales Musikstück im Film ist der Titel „Als ich wie ein Vogel war“ der Gruppe Renft. In Anlehnung an eine Textzeile daraus entstand auch der Filmtitel.

## Kritik
„Eine tragikomische Liebesgeschichte mit autobiografischen Erinnerungen an die DDR-Jugend des Regisseurs, zugleich eine Reflexion über den ‚Deutschen Herbst‘ vor 20 Jahren. Zwar schlägt der Film einige unfreiwillige Kapriolen, entlarvt Kleingeisterei und Borniertheit aber pointiert als (gesamt-)deutsche Eigenschaften, die in beiden Erziehungssystemen schon immer hoch angesehen waren.“